# 多吉乡
多吉乡，是中华人民共和国西藏自治区林芝市波密县下辖的一个乡镇级行政单位。

## 行政区划
多吉乡下辖以下地区：
德吉村、毛江村、木古村、通参村、扩拉村、西巴村、达大村、帕雄村和角落村。